# ژگوف
ژگوف (به لاتین: Rzgów، تلفظ: [ʐɡuf]) یک شهرک در لهستان است که در شهرستان ووچ شرقی واقع شده‌است.

## خصوصیات
ژگوف ۳٬۳۳۸ نفر جمعیت دارد.